# Sochondyński Rezerwat Biosfery
Sochondyński Rezerwat Biosfery (ros. Сохондинский государственный природный биосферный заповедник) – ścisły rezerwat przyrody (zapowiednik) w Kraju Zabajkalskim w Rosji. Znajduje się w rejonach krasnoczikojskim, kyrinskim i uliotowskim. Jego obszar wynosi 2109,88 km², a strefa ochronna 3180,5 km². Rezerwat został utworzony dekretem rządu Rosyjskiej Federacyjnej Socjalistycznej Republiki Radzieckiej z dnia 11 grudnia 1973 roku. W 1985 roku otrzymał status rezerwatu biosfery UNESCO. Na zachód od niego znajduje się Park Narodowy „Czikoj”. Dyrekcja rezerwatu znajduje się w miejscowości Kyra.

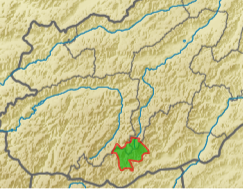

## Opis
Rezerwat zajmuje najwyższą część Wyżyny Chentej-Czikojskoj z pasmem górskim Sochondo (Bolszoj Sochondo – 2500,5 m n.p.m.). Znajduje się tu wiele źródeł mineralnych, jezior polodowcowych i rzek. 
Klimat jest kontynentalny. Typowe są zimy z niewielką ilością śniegu, ze średnimi miesięcznymi temperaturami w styczniu -28 °C. Lato jest krótkie, w czerwcu możliwe są opady śniegu i przymrozki. Średnia temperatura najgorętszego miesiąca, lipca, wynosi +15 °C.

## Flora
Ze względu na górski charakter obszaru roślinność ma tu układ piętrowy. Na wysokości 900–1200 m n.p.m. występuje lasostep, od 1200 do 1600 m tajga jasna, od 1600 do1900 m tajga ciemna. Wyżej, od 1900 do 2100 m znajduje się piętro subalpejskie, a jeszcze wyżej (powyżej 2100 m) tundra górska. Tajga jasna to w większości lasy modrzewiowe (modrzew dahurski i modrzew syberyjski) i sosnowe (sosna zwyczajna). Tajgę ciemną tworzą w większości sosna syberyjska, świerk syberyjski i jodła syberyjska.

## Fauna
Na terenie rezerwatu żyje 67 gatunków ssaków, w tym 2 gatunki wpisane do Czerwonej księgi gatunków zagrożonych (IUCN) (świstak syberyjski i irbis śnieżny). Powszechnie spotykanymi gatunkami ssaków są m.in.: jeleń szlachetny, łoś euroazjatycki, piżmowiec syberyjski, sarna syberyjska, dzik euroazjatycki, niedźwiedź brunatny, wilk szary, rosomak tundrowy, soból tajgowy, polatucha syberyjska. Rzadkie gatunki zwierząt to m.in. dżereń mongolski, manul stepowy, chinojeż dauryjski, wydra europejska.
Istnieje co najmniej 200 gatunków ptaków, z których część jest wpisana do Czerwonej księgi gatunków zagrożonych (IUCN). Są to m.in.: żuraw biały, żuraw białoszyi, żuraw białogłowy, drop zwyczajny, orlik grubodzioby, raróg zwyczajny, orzeł cesarski. Żyją tu też takie ptaki jak, np.: głuszec zwyczajny, sęp kasztanowaty, orzeł przedni, bajkałówka, żuraw stepowy, białozór. Gady są reprezentowane przez 3 gatunki. Są to mokasyn hali, żmija zygzakowata i połoz amurski. Występują tu też 3 gatunki płazów. Są to: kątoząb syberyjski, ropucha z gatunku Strauchbufo raddei i żaba z gatunku Rana amurensis.